# سلیم‌کندی
سلیم کندی، روستایی است از توابع بخش مرکزی شهرستان ارومیه و در شهرستان ارومیه استان آذربایجان غربی ایران.

## جمعیت
این روستا در دهستان نازلوی جنوبی قرار داشته و بر اساس سرشماری سال ۱۳۸۵ جمعیت آن برابر با ۵۳ نفر (۱۶ خانوار) بوده‌است.